# دحل سريويلات
دحل سريويلات أو دحل سريويل هو أحد الدحول الواقعة في الصمان في السعودية.